# Wiesław Stanisławski

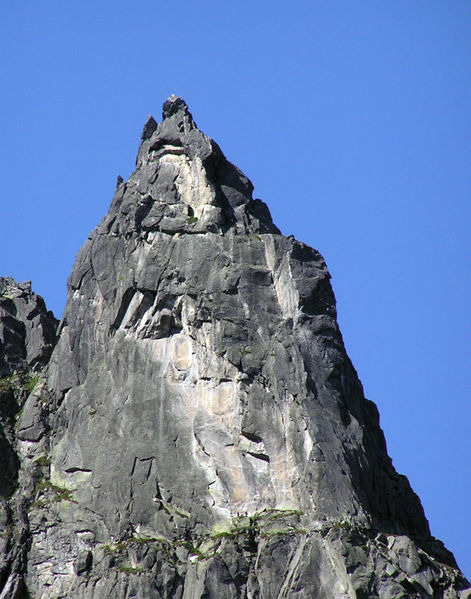
Wschodnia ściana Mnicha. W jej lewej części znajduje się droga Stanisławskiego

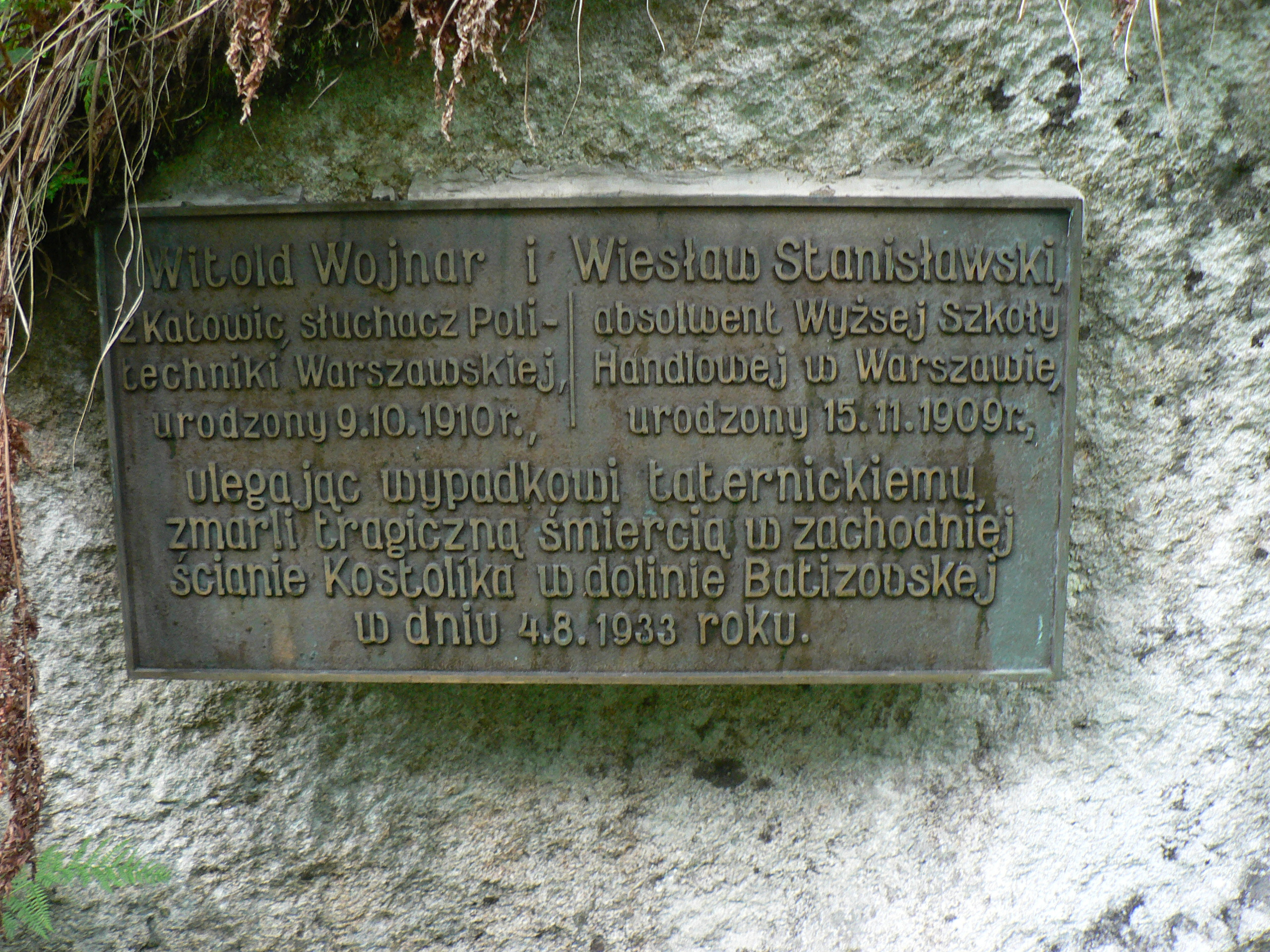
Tablica pamiątkowa na Symbolicznym Cmentarzu Ofiar Tatr pod Osterwą

Wiesław Jan Stanisławski (ur. 15 listopada 1909 w Lublinie, zm. 4 sierpnia 1933 w Tatrach) – jeden z najwybitniejszych taterników w latach 1928–1933.

## Życiorys
W Warszawie uczęszczał do Gimnazjum im. Ludwika Lorenza, gdzie poznał swoich późniejszych partnerów wspinaczkowych: Justyna Wojsznisa i Bolesława Chwaścińskiego.
W Tatrach pojawił się po raz pierwszy w 1925 r. i następnie w każdym letnim sezonie i w kilku zimowych przyjeżdżał w Tatry. Wspinał się zazwyczaj z mniej doświadczonymi taternikami – wyjątkami od tej reguły były wyprawy w 1927 r. z Mieczysławem Szczuką oraz w latach 1928–1929 z Bronisławem Czechem. W początkowych latach kariery w górach zdarzało mu się odznaczać brawurą – z tej przyczyny nie udało mu się w 1928 r. przejść południowej ściany Zamarłej Turni, a zimą 1930 r. doszło do tragedii podczas powrotu ze wspinaczki na Żabi Szczyt Wyżni, gdy zginął jego towarzysz, Zbigniew Gieysztor. W późniejszych latach Stanisławski zdobył odpowiednie doświadczenie i stał się podczas wypraw bardziej ostrożny, jego wyprawy nadal jednak wyróżniały się śmiałością.
Pierwszy jego większy sukces to pokonanie w 1928 r. wraz z Justynem Wojsznisem zachodniej ściany Kościelca nową drogą w linii bezskutecznych ataków innych taterników. Przy próbie jej powtórzenia rok później zginął Mieczysław Świerz.
W 1929 r. wraz z Bronisławem Czechem i Lidą Skotnicówną pokonali północną ścianę Żabiego Konia, co okazało się zdarzeniem przełomowym w historii taternictwa. Wejście to było inicjatywą Czecha, natomiast w terenie obaj taternicy prowadzili na zmianę. Kolejne osiągnięcia w Tatrach były już zasługami samego Stanisławskiego. W 1930 r. podczas przejścia północno-wschodniej ściany Mnicha Stanisławski jako pierwszy zastosował technikę hakową, stając w pętlach zawieszonych w hakach. W 1932 r. pokonał największe urwisko tatrzańskie – północną ścianę Małego Kieżmarskiego Szczytu.
Do innych jego pierwszych przejść w Tatrach należały drogi:
- lewym filarem północno-wschodniej ściany Rumanowego Szczytu (1929),
- lewą częścią zachodniej ściany Łomnicy (1929),
- północną ścianą Wołowej Turni (1929),
- zachodnią ścianą Żółtego Szczytu (1929),
- zachodnią ścianą Małej Śnieżnej Turni (1929),
- północno-wschodnią ścianą Żabiego Szczytu Wyżniego (1930),
- północną ścianą Lodowego Zwornika (1930)
- nowa droga północną ścianą Małego Jaworowego Szczytu (1930),
- nowa droga z Doliny Wielickiej na Gerlach (1930),
- pierwsze wejście od wschodu na Gankową Przełęcz (1930),
- południowo-zachodnią ścianą Wołowej Turni (1931),
- nowa droga północną ścianą Galerii Gankowej (technika hakowa, 1931),
- nowa droga północną ścianą Wysokiej (1932),
- trzy nowe drogi północną ścianą Jaworowego Szczytu (1932).

Zimą przeszedł jako pierwszy m.in. północno-zachodnią ścianę Zadniego Gerlachu (styczeń 1930) i drogę na Wyżnią Lodową Przełęcz z Doliny Śnieżnej (grudzień 1930).
Zginął w wieku 24 lat podczas próby wspinaczki na zachodniej ścianie niepozornego Kościołka w Dolinie Batyżowieckiej. Razem z nim śmierć poniósł jego partner Witold Wojnar. W roku swojej śmierci ukończył studia handlowe. Został pochowany na cmentarzu Powązkowskim (kwatera 144-4-14). Tablica upamiętniająca Stanisławskiego i Wojnara znajduje się na Symbolicznym Cmentarzu Ofiar Tatr pod Osterwą w Tatrach Słowackich.
Stanisławski ogłosił liczne wspomnienia ze swych wycieczek i inne artykuły, m.in. Zrobiliśmy Małą Śnieżną, Nowa skala trudności najtrudniejszych dróg tatrzańskich czy Taternictwo Polskie. Działał w Sekcji Taternickiej AZS w Warszawie oraz KWOW PTT.
Wiesław Stanisławski zasłużył się dla rozwoju taternictwa przede wszystkim zmianą podejścia do wspinaczki – jako pierwszy w tak bezceremonialny sposób atakował bardzo trudne ściany. Od jego nazwiska pochodzą nazwy niektórych tatrzańskich formacji skalnych, np. Komin Stanisławskiego w Wołowym Grzbiecie, Komin Stanisławskiego na Małym Kieżmarskim Szczycie, Żleb Stanisławskiego na Żabim Szczycie Wyżnim i Żleb Stanisławskiego w Ganku..